# Armin Shimerman
Armin Shimerman (Lakewood, Nueva Jersey, 5 de noviembre de 1949) es un actor estadounidense. 

## Biografía
Nació en el seno de una familia judía en Lakewood, Nueva Jersey, hijo de la contable Susan y el pintor de brocha gorda Herbert Shimerman. Cuando tenía 16 años, se mudó con su familia a Los Ángeles, donde su madre lo inscribió en un grupo de actuación para poder aumentar su ámbito social. En el instituto de Santa Monica fue activo en teatro y actuó en representaciones escolares. Después de graduarse de la Universidad de California, eligiendo el teatro Old Globe en San Diego. Eligió la carrera de actor en ese teatro, para lo cual se mudó a Nueva York, volviendo luego a Los Ángeles, para realizar dos papeles en series de la cadena CBS, comenzando así su carrera en televisión.
Es más conocido como el propietario y camarero de un bar de la raza ferengi en la serie Star Trek: Espacio Profundo Nueve, Quark, con la cual comenzó su desarrollo en torno a la saga de Star Trek. Junto con Jonathan Frakes, Marina Sirtis, John de Lancie, Michael Ansara y Richard Poe, es uno de los seis actores que personifica al mismo personaje en tres secuelas de la saga Star Trek. 
Shimerman es también conocido como Pascal en La Bella y la Bestia y el director Snyder en Buffy la cazavampiros.
En series animadas es conocido por doblar al General Ernecio en las dos series en las que ha aparecido: Evil Con Carne y The Grim Adventures of Billy & Mandy, además de en la película Underfist.
En videojuegos, es principalmente conocido por poner su voz a Andrew Ryan (principal antagonista del videojuego Bioshock) y al doctor Nefarious (villano de la serie de videojuegos Ratchet & Clank).

## Vida personal
Shimerman enseñó a Shakespeare durante años como profesor adjunto de la Universidad del Sur de California. También trabaja como académico de Shakespeare para producciones teatrales en el área de Los Ángeles y alrededores. Está casado desde mayo de 1981 con la también actriz Kitty Swink.

## Apariciones notables
- The Hitcher (1986)
- Dangerous Curves (1988)
- Arena (1989)
- La Bella y la Bestia Pascal
- Libertad para morir (1990)
- Star Trek: Espacio Profundo Nueve (1993-1999) Quark
- Stargate SG1 (1998) ... como Anteus)
- Buffy Cazavampiros (1997-1999) Director Snyder
- Embrujadas (2002) Mago
- What the Bleep Do We Know?! (2004)
- Ratchet & Clank (2016)